# I-6 (sous-marin)
Le sous-marin japonais I-6 est un porte-avions sous-marin de la marine impériale japonaise de classe Junsen II (巡潜二型）construit par Kawasaki Shipbuilding Corporation à Kobe.
Croiseur sous-marin, il est entré en service en 1935 et servit pendant la Seconde Guerre sino-japonaise et la Seconde Guerre mondiale. Au cours de ce dernier conflit, il soutint l'attaque de Pearl Harbor, torpilla le porte-avions USS Saratoga, effectua des patrouilles de lutte contre la navigation dans l'océan Indien et le Pacifique Sud, et participa à la campagne des îles Aléoutiennes puis à celle de la Nouvelle-Guinée avant d'être coulé en juin 1944.

## Conception, construction et mise en service
Le I-6 était le seul sous-marin de type Junsen II (ou "J2"). Après les quatre sous-marins de type Junsen I (I-1, I-2, I-3 et I-4), les Japonais avaient construit le I- 5 comme un Junsen I modifié, introduisant une capacité d'aviation au type Junsen avec l'inclusion d'un hangar qui permettait au I-5 de transporter et d'utiliser un hydravion à flotteurs. Le I-6 représentait l'étape suivante dans l'évolution de cette capacité d'aviation, car il disposait à la fois d'un hangar et d'une catapulte pour hydravion à flotteurs. Les prochains et derniers sous-marins de type Junsen, I-7 et I-8, les seuls sous-marins de type Junsen III, disposaient également chacun d'un hangar et d'une catapulte pour hydravion à flotteurs.
Construit par Kawasaki Shipbuilding Corporation à Kobe, au Japon, le I-6 a été mis sur cale le 14 octobre 1932, lancé le 31 mars 1934 et achevé et mis en service le 15 mai 1935.

## Historique des services

### Service précoce
Lors de sa mise en service, le I-6 fut rattaché au district naval de Yokosuka. Il participait à des manœuvres au large de la baie d'Ise le 1er août 1935 lorsqu'il entra en collision avec le destroyer Akatsuki à 14 h 27. Il subit des dommages à ses périscopes et se rendit à Yokosuka pour y être réparé. En juillet 1936, le I-6 embarqua un hydravion de reconnaissance Watanabe E9W1 (désignation alliée "Slim") à des fins d'essai.

### Deuxième guerre sino-japonaise
Le 7 juillet 1937 est le premier jour de l'incident du pont Marco Polo qui a marqué le début de la seconde guerre sino-japonaise. En septembre 1937, le 1er escadron sous-marin fut réaffecté à la 3e flotte, qui à son tour fut rattachée à la Flotte de la Zone Chinoise patrouillant les eaux territoriales. L'escadron, composé du I-6 et de ses navires-jumeaux (sister ships) I-1, I-2, I-3, I-4 et I-5 rejoignit la base navale de Hong Kong avec les ravitailleurs de sous-marins Chōgei et Taigei en septembre 1937. Du 21 au 23 août 1937, les six sous-marins du 1er escadron de sous-marins opérèrent en mer de Chine orientale comme couverture lointaine d'une opération au cours de laquelle les cuirassés Nagato, Mutsu, Haruna, les croiseurs de bataille Kirishima et le croiseur léger Isuzu transportèrent des troupes de Tadotsu, au Japon, à Shanghai, en Chine.
Le 1er escadron de sous-marins fut basé à Hong Kong jusqu'à l'automne 1938. Dans un effort pour réduire les tensions internationales liées au conflit en Chine, le Japon retira ses sous-marins des eaux chinoises en décembre 1938.

### 1939–1941
Au milieu des années 1940, le hangar et la catapulte du I-6 furent retirés il n'utilisa plus d'avion par la suite. Le 15 novembre 1940, le 2e escadron de sous-marins, y compris le I-6 fut rattaché à la 6e flotte.
Le 10 novembre 1941 - à cette époque, les sous-marins I-4, I-5, I-6 et I-7 constituaient la 8e division sous-marine du 2e escadron 2 de la 6e flotte, le I-7 servant de navire amiral - le commandant de la 6e flotte, le vice-amiral Mizumi Shimizu, rassembla les commandants des flottes de sous-marins pour une réunion à bord de son navire amiral, le croiseur léger Katori ancré dans la baie de Saeki. Shimizu les informa de l'attaque prochaine de Pearl Harbor qui entraînera le Japon et les États-Unis dans la Seconde Guerre mondiale. Alors que la marine impériale japonaise commençait à se déployer pour le conflit à venir dans le Pacifique, les I-4, I-5, I-6 et I-7 s'embarquèrent le 16 novembre 1941 à 13h00 de Yokosuka à destination des îles Hawaï. Les sous-marins reçurent le 2 décembre 1941de la Flotte Combinée, le message suivant : "Gravissez le Mont Niitaka 1208" indiquant que la guerre avec les Alliés commencerait le 8 décembre 1941, heure du Japon, c'est-à-dire le 7 décembre 1941 de l'autre côté de la Ligne Internationale de date à Hawaii.

### Seconde Guerre mondiale

#### Première patrouille de guerre
Le 7 décembre 1941, les sous-marins du 2e escadron de sous-marins prirent leurs postes de patrouille à travers une partie de l'océan Pacifique, du nord-est au nord-ouest d'Oahu. Ils avaient ordre d'effectuer une reconnaissance dans la zone et d'attaquer tout navire qui se serait éloigné de Pearl Harbor pendant ou après l'attaque ce matin-là. La zone de patrouille du I-6 se trouvait entre celles du I-4 et du I-5 et était située au large de l'entrée nord du canal de Kaiwi entre Molokai et Oahu. À 8h40 le 9 décembre 1941, le I-6 aperçut le porte-avions USS Enterprise de l'US Navy qu'il identifia par erreur comme étant un porte-avions de classe Lexington et deux croiseurs lourds au nord de Molokai naviguant vers le nord-est à 20 noeuds (37 km/h). Quelques heures plus tard, il réussit à transmettre un rapport d'observation, ce qui conduisit les Japonais d'ordonner à neuf sous-marins d'intercepter l'Enterprise supposé se diriger vers la côte ouest des États-Unis. Ne pouvant participer à la poursuite de l'Enterprise le I-6 reçut l'ordre de patrouiller la zone au sud d'Oahu, dans les eaux situées entre le canal de Kauai et le sud-est de Pearl Harbor.
Le 9 janvier 1942, le sous-marin I-18 signala avoir repéré un porte-avions de la classe Lexington à 270 milles nautiques (500 km) au nord-est de l'île Johnston, la 6e flotte ordonna à un certain nombre de sous-marins, dont le I-6, de tenter une interception au nord-est de l'île Johnston. Pendant la journée du 10 janvier 1942, les guetteurs du I-6 aperçurent des avions embarqués à cinq reprises et le navigateur traça leur trajectoire pour estimer la position du porte-avions. Le 11 janvier 1942, à 18h41, alors qu'il se trouvait à 270 milles nautiques (500 km) au nord-est de l'île Johnston, le I-6 aperçut un destroyer de la marine américaine et plongea. Peu après, le porte-avions USS Saratoga apparut à la position géographique de19° N, 165° O, naviguant vers le sud-est à 15 noeuds (28 km/h) accompagné d'un croiseur lourd et d'un autre destroyer. Le I-6 lança trois torpilles Type 89 sur le Saratoga à une distance de 4 300 m, à 19h15 l'une d'entre-elles toucha le Saratoga au milieu sur bâbord, tuant six pompiers et inondant trois chaufferies. Le Saratoga prit 1 100 tonnes d'eau, gîta sur tribord puis bâbord et perdit de la vitesse. Le I-6  plongea à 100 m et lorsque les destroyers qui l'escortaient lancèrent une contre-attaque à 19h58, ils ne purent le localiser. Son opérateur sonore signala avoir entendu deux grosses explosions suivies d'un certain nombre de plus petites, ce qui laissait entendre que le Saratoga avait coulé et se brisait pendant sa descente vers le fond, et après 22 heures, le I-6 transmit un rapport affirmant qu'un porte-avions de la classe Lexington avait été touché deux fois et qu'il avait probablement coulé En fait, le Saratoga survécut mais les dommages infligés par le I-6 le maintinrent hors de combat pendant les six mois suivants.
Le 12 janvier 1942, le I-6 quitta sa zone de patrouille en direction de Kwajalein, qu'il rejoint le 22 janvier 1942 avec seulement 800 litres de carburant. Il reprit la route le 24 janvier 1942 en direction de Yokosuka, qu'il atteint le 2 février 1942. Il fut mis en cale sèche début février 1942 pour des travaux de carénage et une révision.

#### Seconde patrouille de guerre
Pendant que le I-6 était à Yokosuka, le 2e escadron de sous-marin- composé des I-1, I-2, I-3, I-4, I-6 et du vaisseau amiral de l'escadron, le I-7 - fut affecté à la Force d'invasion des Indes orientales néerlandaises dans la zone sud-est le 8 février 1942. Le 13 février, le personnel de la 8e division sous-marine passa du I-6 au I-4, et le I-6 quitta Yokosuka le 14 février 1942 à destination des Indes orientales néerlandaises. Le 22 février 1942, il arriva à Staring Bay, dans la péninsule sud-est de Célèbes, juste au sud-est de Kendari et, à 7 heures le 23 février 1942, il reprit la mer en compagnie du I-4 et du I-5 pour commencer sa deuxième patrouille de guerre, en direction d'une zone de patrouille dans l'océan Indien, à l'ouest de Sumatra. Alors que les I-5 et I-6 étaient en surface à l'ouest de Timor en route vers leurs zones de patrouille le 25 février 1942, un avion de reconnaissance Mitsubishi C5M (nom de code allié "Babs") de la marine impériale japonaise, escorté par neuf chasseurs Mitsubishi A6M Zero (nom de code allié "Zeke"), aperçut les navires à 12h30, heure normale du Japon et les identifia à tort comme des sous-marins de la marine royale néerlandaise. Les Zeros effectuèrent des attaques répétées de mitraillage qui obligèrent le I-6 à plonger mais il n'a subi aucun dommage. Le reste de sa patrouille se déroula sans incident, elle s'est terminée par son arrivée à Penang, en Malaisie britannique occupée par les Japonais, le 8 mars 1942.

#### Troisième patrouille de guerre
Des ordres  arrivèrent du quartier général de la Flotte Combinée pour tous les sous-marins du 2e escadron de sous-marins, à l'exception du I-1, afin de mener des opérations de reconnaissance le long des côtes de Ceylan et de la côte ouest de l'Inde en préparation de l'Opération C, le prochain raid dans l'Océan Indien par les porte-avions de la Force Mobile de la Flotte Combinée. Le 26 mars 1942, le I-6 quitta donc Penang pour entamer sa troisième patrouille de guerre pour une zone de patrouille dans l'océan Indien à l'ouest de Bombay, en Inde, et au nord des îles Maldives. Le 27 mars, l'état-major de la Kriegsmarine (marine de guerre allemande) à Berlin demanda que le Japon commence des opérations de lutte contre les convois alliés dans l'océan Indien.
À 16 h 35 le 31 mars 1942, le I-6 se trouvait dans l'océan Indien au large de Maliku Kandu (appelé par les britannique Canal des 8 degrés lorsqu'il aperçut un navire à vapeur allié. Il commença à s'approcher et était sur le point de tirer des torpilles lorsqu'il identifia le navire comme un navire-hôpital - probablement le navire-hôpital britannique HMHS Vita qui faisait un voyage de l'atoll d'Addu à la région de Ceylan - et annula l'attaque. Dans l'après-midi du 2 avril 1942, le I-6 se trouvait en mer d'Oman, à 300 milles nautiques (560 km) au sud-ouest de Bombay, lorsqu'il aperçut le vapeur britannique Clan Ross de 5 897 tonneaux , qui faisait route de Liverpool, en Angleterre, vers Cochin, en Inde, transportant 3 655 tonnes de marchandises diverses et 1 027 tonnes d'explosifs. Il lança deux torpilles à une distance de 1 500 m, réussissant un tir au milieu du navire sur le flanc bâbord du Clan Ross. Le Clan Ross coula par l'arrière à 14h14 à la position géographique de 15° 58′ N, 68° 24′ E avec la perte de 11 membres d'équipage tués et trois blessés. Le I-6 fit surface et s'approcha des survivants. L'équipage du I-6' les interrogea, leur fournit de l'eau douce et des biscuits puis leur donna le relèvement de Bombay. S'alignant ensuite sur le pont arrière du I-6, ils saluèrent les survivants en leur souhaitant "bon voyage" en français.
Alors qu'il était en surface vers 16 heures le 7 avril 1942, le I-6 rencontra le navire marchand britannique Bahadur de 5 424 tonneaux - en route de Bombay à Bassora, en Irak, avec une cargaison de 5 100 tonnes de fournitures et de munitions - il se trouvait dans la mer d'Oman, à 170 milles nautiques (310 km) au nord-ouest de Bombay Le I-6 plongea et lança des torpilles, mais l'équipage du Bahadur les ayant repérées, le navire effectua un virage serré sur tribord, évita les torpilles et tenta de fuir à vitesse maximale. Le I-6 tira deux torpilles supplémentaires depuis ses tubes arrières mais il le manqua de nouveau. Il fit ensuite surface et poursuivit le Bahadur, ouvrant le feu avec son canon de pont de 127 mm (5 pouces) à une portée de 6 010 m. Le canon se bloqua après une seule salve et le I-6 plongea en abandonnant la poursuite. Pourtant, le Bahadur s'arrêta soudainement et abaissa ses canots de sauvetage. Le I-6 se rapprocha et tira deux autres torpilles sur le Bahadur par le travers bâbord. Le Bahadur coula par l'arrière à 19h20 à la position géographique de 19° 44′ N, 68° 28′ E.
Le 10 avril 1942 vers 8h15, le I-6 fit surface dans la mer d'Oman à 300 milles nautiques (560 km) au sud-ouest de Bombay pour attaquer deux boutres de 150 tonneaux avec son canon de pont et prétendit que les deux avaient coulé. Sa patrouille se termina par son arrivée à Seletar (en) à Singapour, le 17 avril 1942. Il quitta Singapour le 21 avril 1942 en compagnie du I-5 pour se rendre à Yokosuka, qu'il atteignit le 1er mai 1942. Il y subit des réparations jusqu'au 6 juin 1942.

#### Quatrième patrouille de guerre
Alors que le I-6 était à Yokosuka, la campagne des îles Aléoutiennes commença les 3 et 4 juin 1942 par un raid aérien japonais sur le port de Dutch Harbor, en Alaska, suivi rapidement par l'occupation japonaise sans opposition des îles Aléoutiennes d'Attu le 5 juin et de Kiska le 7 juin 1942. Le 10 juin 1942, les I-1, I-2, I-3, I-4, I-5, I-6 et I-7 furent réaffectés à la Northern Force (Force du Nord) pour servir dans les Aléoutiennes, et le 17 ou le 20 juin 1942, le I-6 se mit en route pour les eaux des Aléoutiennes afin de commencer sa quatrième patrouille de guerre. Le 7 juillet 1942, il reçut l'ordre de se rendre dans la région de Kiska. Lorsque le reste de l'escadron de sous-marins reçut l'ordre de rentrer au Japon le 20 juillet 1942, le I-6 reçut l'ordre de rester sur place et d'opérer à partir de Kiska.
Le 29 juillet 1942, un hydravion à coque Kawanishi H6K (nom de code allié "Mavis") signala un transporteur d'hydravions américain dans la baie de Natan, sur la côte de l'île Adak. Le I-6 alla enquêter, mais ne trouva rien. Il était ancré au large de Kiska avec les sous-marins RO-61, RO-64 et RO-68 lorsque les croiseurs et destroyers de l'US Navy Task Group 8.6 ont bombardé l'île et le port le 7 août 1942. Les quatre sous-marins ont été immergés pour éviter les dégâts, et certains d'entre eux sont partis à la poursuite du groupe opérationnel après la fin du bombardement, mais aucun n'a réussi à trouver les navires américains qui se retiraient.
Le 15 août 1942, le I-6 reçoit l'ordre de rentrer au Japon, et il appareille de Kiska le même jour. Pendant qu'il est en mer, le 2eescadron de sous-marins et la 8e division sous-marine sont dissous, et le I-5 et le I-6 sont réaffectés à la 7e division sous-marine. Il arrive à Yokosuka le 23 août 1942 et commence une révision.

#### Août 1942-février 1943
Alors que le I-6 était à Kiska, la campagne de Guadalcanal, d'une durée de six mois, commença le 7 août 1942 avec des débarquements amphibies américains sur Guadalcanal, Tulagi, les îles Florida, Gavutu et Tanambogo dans le sud-est des îles Salomon. Au fil de la campagne, les Japonais ont décidé d'utiliser des sous-marins pour ravitailler leurs forces combattant à Guadalcanal et ont commencé à équiper les sous-marins participant aux opérations de ravitaillement d'un support sur leur pont qui permettait à chacun d'entre eux de transporter une péniche de débarquement étanche de classe Daihatsu pour le déchargement des cargaisons le long des côtes des îles Salomon. Le I-6 a reçu un montage Daihatsu lors de sa révision, mais il était encore au Japon lorsque l'opération Ke, l'évacuation des forces japonaises sur Guadalcanal, s'est achevée le 7 février 1943, mettant fin à la campagne de Guadalcanal.
Une fois sa révision terminée, le I-6 quitta Yokosuka à 10 heures le 16 février 1943 avec un Daihatsu. Il arriva à Truk à 10h15 le 23 février 1943, et plus tard dans la journée, le commandant du 7e escadron de sous-marins monta à bord pour l'inspecter. Le 26 février 1943, il a débarqué son Daihatsu et a pris du carburant, des fournitures et des munitions du Hie Maru. Il a quitté son mouillage à 8 heures le 28 février 1943, a effectué une croisière d'essai au large de l'île d'Oman et est revenu à 15 heures.

#### Cinquième patrouille de guerre
Le 2 mars 1943, le I-6 partit de Truk pour sa cinquième patrouille de guerre, chargé de poser neuf mines magnétiques TMC de fabrication allemande au large de Brisbane, en Australie, et de patrouiller dans l'océan Pacifique Sud au large de la côte est de l'Australie. Le 4/5 mars 1943, il transite par l'archipel Bismarck au large de la Nouvelle-Irlande en direction du sud. Le 8 mars 1943, la Fleet Radio Unit Melbourne (FRUMEL), une unité de renseignement sur les transmissions américano-australo-britanniques basée à Melbourne, en Australie, a décrypté un message japonais - probablement transmis le 2 mars - qui révélait le départ du I-6.
À 12 h 00 le 11 mars 1943, le I-6 se trouvait à 60 milles nautiques (110 km) au nord-est de Brisbane. À 17h15 ce jour-là, il aperçut un navire marchand allié de 10 000 tonneaux - probablement un Liberty ship - et à 18h44, il tira deux torpilles à longue portée, qui furent toutes deux manquées. Le 12 mars 1943, le I-6 effectua une reconnaissance de la baie de Moreton, de Caloundra Head et des approches de Brisbane afin de déterminer un bon emplacement pour poser ses mines. A 12h00 le 13 mars 1943, il se trouvait au nord-est de Caloundra Head à la position géographique de 26° 42′ S, 153° 20′ E, et ce soir-là, entre 18h50 et 19h14, en utilisant un dispositif qui lui permettait d'éjecter des mines par ses tubes de torpilles avant, il posa les neuf mines dans un rayon de 6 milles nautiques (11 km) de la côte australienne le long d'une ligne de 2 200 mètres à des profondeurs de 24 à 34 mètres (79 à 112 pieds) dans ce que son commandant croyait être une voie de navigation,. Il s'est ensuite retiré en pleine mer et, plus tard dans la soirée, a transmis un rapport de ses activités. Le FRUMEL a intercepté et partiellement décrypté son message, apprenant qu'un sous-marin japonais avait posé neuf mines quelque part le long de la côte est de l'Australie, mais pas l'emplacement de ces mines en raison des mots de code que le I-6 a utilisé pour décrire leur emplacement. Une tentative de déterminer la position de sous-marin au moment de la transmission par triangulation n'a rien donné de plus précis qu'un cercle de 500 milles nautiques (926 km) presque inutile.
Les rapports du FRUMEL ont incité les forces d'artillerie côtière à surveiller un sous-marin japonais et la Royal Australian Air Force (RAAF) a intensifié ses efforts de patrouille le long de la côte est de l'Australie, en utilisant des Avro Anson et des Bristol Beaufort. Le I-6 a été forcé de rester submergé pendant la journée par l'activité accrue de la RAAF, mais il a patrouillé sans incident entre l'île Fraser et l'île Stradbroke du 14 au 16 mars 1943. A 12h00 le 17 mars 1943, il se trouvait au sud-est du Cap Sandy à la position géographique de 25° 49′ S, 153° 49′ E. A 14h30, il aperçut le convoi BT 44 de deux navires - composé des Liberty ships Charles C. Jones et Joseph Holt, escortés par le dragueur de mines HMAS Gympie de la Royal Australian Navy - juste au nord de Point Cartwright. Il a tiré deux torpilles Type 89 sur le Charles C. Jones à longue portée à 15h07, et à 15h11, le Charles C. Jones a vu leurs sillages passer à 18 mètres derrière lui. le Jones et le Joseph Holt, qui ont tous deux tourné pour éviter les torpilles, ont ouvert le feu pour alerter le Gympie ,. Un Avro Anson de l'escadron RAAF No. 71 (Réserve) qui patrouillait au-dessus a également aperçu les sillages et a largué une balise de mer à l'endroit présumé du I-6. Le Gympie et le Anson ont ensuite cherché le I-6 jusqu'à 15h30, et le Anson a largué une charge sous-marine à 15h32, mais le 'I-6 s'en est sorti indemne. A 20h22, il a transmis un rapport de situation que le FRUMEL a intercepté et partiellement décrypté, et en conséquence deux patrouilleurs de la marine américaine sont arrivés dans la zone et l'ont cherché jusqu'au coucher du soleil le 18 mars 1943, mais sans succès.
Le 21 mars 1943, le I-6 se trouvait au large du cap Byron lorsqu'il reçut l'ordre de quitter sa zone de patrouille et de se rendre à Rabaul. Il envoya un rapport de situation à 19h33 ce soir-là que le FRUMEL décrypta partiellement. L'interception par les Alliés des communications chiffrées du I-6 avait conduit l'US Navy à ordonner à trois sous-marins - USS Stingray, USS Halibut, et USS Trigger - d'attendre le I-6 pendant sa patrouille, mais aucun d'eux ne l'a vu, et il est arrivé à Rabaul à 7h30 le 27 mars 1943.
Malheureusement pour les Japonais, le commandant du I-6 n'avait pas de renseignements adéquats sur les habitudes de navigation des Alliés lorsque le I-6 a posé ses mines, qui ont été posées dans une zone rarement visitée par les navires alliés. Elles passèrent inaperçues jusqu'au 24 mars 1943, lorsque le HMAS Swan, un sloop de guerre de la Royal Australian Navy, se rendit dans la région pour effectuer un exercice de tir anti-aérien sur une cible remorquée par un Lockheed Hudson de la RAAF. Alors que les obus usés et les fragments d'obus tombaient dans l'eau, le Swan observa à proximité deux grandes explosions qui atteignirent 122 m de hauteur et 40 m de large. Au moins deux mines avaient clairement explosé, et la taille des explosions suggérait que chacune d'entre elles séparément pouvait avoir représenté la détonation de deux mines, bien que les forces alliées ne puissent pas prouver cette possibilité. Le Gympie arriva dans la région et commença un dragage de mines qui, après un certain nombre de jours, fit exploser une autre mine, mais des balayages répétés ne trouvèrent plus rien au moment où les opérations de dragage de mines prirent fin en septembre 1943,. Les mines étaient conçues pour reposer sur le fond marin et n'étaient pas fixées en place, ce qui signifie qu'elles pouvaient glisser ou rouler si elles étaient posées sur des surfaces inclinées, et les Alliés ont trouvé les mines dans un endroit quelque peu différent - 8 milles nautiques (15 km) au large dans des eaux de 30 à 40 mètres de profondeur - que celui où le I-6 a déclaré les avoir posées.

#### Campagne en Nouvelle Guinée
Alors que le I-6 était en patrouille, une tentative japonaise de transporter des fournitures et des renforts vers la Nouvelle-Guinée pour leurs forces combattant dans la campagne de Nouvelle-Guinée dans un convoi de huit navires escortés par huit destroyers a abouti au désastre dans la mer de Bismarck lorsque l'aviation alliée a coulé les huit navires et quatre des destroyers dans la bataille de la mer de Bismarck, combattue du 2 au 4 mars 1943. Le 29 mars 1943, le I-6 fut donc réaffecté à la flotte de la zone sud-est pour assurer le ravitaillement de Lae, sur la côte de la Nouvelle-Guinée. Il fit route de Rabaul pour son premier ravitaillement le 3 avril 1943, transportant 30 passagers et 77 fûts de ravitaillement contenant 3,3 tonnes d'armes et de munitions, 22 tonnes de vêtements et 15,4 tonnes de nourriture. Il arriva à Lae le 5 avril 1943, où il débarqua ses passagers et déchargea sa cargaison sur des Daihatsu. Il embarqua quatre soldats de l'armée impériale japonaise qui portaient les couleurs du 41e régiment d'infanterie à Rabaul et 25 autres passagers et partit pour Rabaul. Peu après son départ, il aperçut des torpilleurs alliés, mais il plongea en catastrophe et les évita, et arriva sain et sauf à Rabaul le 7 avril 1943.
Le I-6 fit ensuite escale à Lae le 11 avril 1943, déchargeant 26 passagers et 77 fûts de ravitaillement contenant 4,4 tonnes d'armes et de munitions, 19 tonnes de vêtements et de nourriture et embarquant 42 passagers pour Rabaul. Après avoir embarqué 39 passagers, il reprit la route pour Rabaul. Pendant le voyage de retour, il aperçut des torpilleurs à moteur alliés près des îles Tami, mais il les évita en plongeant. Pendant son séjour à Rabaul, il fut réaffecté le 21 avril 1943 à la Force du district nord de la 5e flotte pour soutenir le ravitaillement et le renforcement des garnisons japonaises d'Attu et de Kiska dans les îles Aléoutiennes.
Le redéploiement du I-6 vers le Pacifique Nord a été reporté, et pour le moment, il a continué ses parcours d'approvisionnement entre Rabaul et Lae. Lors de sa quatrième traversée, le 24 avril 1943, il a livré 20 passagers et des bidons de ravitaillement contenant une tonne de munitions, 16 tonnes de vêtements et 16 tonnes de nourriture, et est parti pour Rabaul avec 42 passagers à bord. Lors de sa cinquième traversée, le 30 avril 1943, il a visité Lae et a déposé 30 passagers et des bidons de ravitaillement contenant trois tonnes d'armes et de munitions, 19 tonnes de vêtements et une tonne de nourriture. Il embarque 41 passagers et reprend la mer. À l'aube, il aperçoit les torpilleurs alliés et passe une heure à les éviter, mais il arrive sain et sauf à Rabaul. Lors de sa sixième traversée, il fait escale à Lae le 7 mai 1943 pour y déposer 10 passagers et 77 fûts de ravitaillement contenant 2,8 tonnes d'armes, 4 tonnes d'obus d'artillerie et 13 tonnes de vêtements et prendre 12 passagers.
La septième course du I-6 a été plus mouvementée. Il arriva à Lae le 13 mai 1943, déchargea dix passagers et des fûts de ravitaillement contenant 11,5 tonnes d'armes, cinq tonnes de munitions et neuf tonnes de nourriture. Après avoir embarqué quatre passagers, il entama son voyage de retour vers Rabaul. Peu après, les bateaux PT boats PT-150 et PT-152 de l'US Navy aperçurent le I-6 qui filait à 12 noeuds (22 km/h) à une distance de 5 milles nautique. Chaque PT boat a tiré deux torpilles sur le I-6 à longue distance, mais le I-6 s'est arrêté et les torpilles ont manqué leur cible devant lui. Le PT-150 s'est ensuite rapproché à 3 700 mètres et a tiré une autre torpille sur le I-6 immobile, mais le sous-marin a soudainement accéléré et la torpille a manqué son objectif sur l'arrière. Les PT boats ont alors suivi une trajectoire parallèle à celle du I-6 et se sont tournés vers lui pour réduire la portée, mais il s'est submergé. Les PT boats se sont alors arrêtés, et le I-6 a tiré une torpille sur eux, qui est passée sous la proue du PT-150 sans exploser, mettant fin à l'action. Le 14 mai 1943, le I-6 a poursuivi son voyage vers Rabaul, mais il s'en est détourné pour rechercher avec le I-5 les équipages des bombardiers Mitsubishi G4M (nom de code allié "Betty") abattus lors d'un raid sur la baie d'Oro. Il a sauvé deux aviateurs de l'eau à 60 milles nautiques (110 km) au large de Buna, en Nouvelle-Guinée.
Lors de son huitième voyage, le I-6 fit escale à Lae le 21 mai 1943 pour livrer 5,1 tonnes d'armes, 5,4 tonnes de munitions, 4,6 tonnes de nourriture et 31 passagers. Il partit pour Rabaul après avoir embarqué 40 passagers. Lors de son neuvième et dernier voyage, il se rendit à Lae le 28 mai 1943 et y déposa 18 tonnes de nourriture, 4,3 tonnes d'armes et de médicaments, deux tonnes de vêtements, un Daihatsu et 23 passagers. Il n'est pas prévu qu'il retourne à Rabaul, il n'embarque pas de passagers, mais il reprend la mer en direction directe de Truk. Réaffecté avec le I-5 à la 6e flotte en mer le 31 mai 1943, il fait escale à Truk du 1er au 2 juin 1943, puis se dirige vers Yokosuka, qu'il atteint le 8 juin 1943. Il y subit des réparations.

#### Sixième et septième patrouilles de guerre
Dans les îles Aléoutiennes, la garnison japonaise sur Attu avait été anéantie par l'invasion des forces américaines lors de la bataille d'Attu entre le 11 et le 30 mai 1943. Le 21 mai 1943, alors que la situation à Attu se détériorait, le quartier général impérial japonais décida d'évacuer la garnison isolée de Kiska. L'évacuation commença par voie sous-marine le 26 mai 1943. La 7e division sous-marine fut réaffectée à la 5e flotte le 1er juillet 1943, et le 1er ou le 2 juillet, le I-6 partit de Yokosuka pour sa sixième patrouille de guerre, à destination de Paramouchir dans les îles Kouriles. Après avoir fait escale à Paramouchir, il se déploya pour appuyer l'évacuation en cours de Kiska, patrouillant avec le I-5 dans la mer de Béring au nord-nord-est de Kiska. Entre le 17 et le 19 juillet 1943, les deux sous-marins aperçurent trois destroyers américains à trois reprises, mais ne purent les attaquer. Les Japonais terminèrent l'évacuation le 28 juillet 1943, et le I-6 conclut sa patrouille avec son arrivée à Paramouchir le 4 août 1943.
Le I-6 a quitté Paramouchir le 16 août 1943 pour sa septième patrouille de guerre, à laquelle il a été assigné une zone de patrouille au large de Kiska. La patrouille s'est déroulée sans incident et il est retourné à Paramouchir le 3 septembre 1943. Il a repris la route le 5 septembre 1943 et est arrivé le 10 septembre à Yokosuka, où il a subi des réparations.

#### Nouvelle Guinée et archipel de Bismarck
Le 25 octobre 1943, le I-6 est réaffecté à la Flotte de zone sud-est pour reprendre des fonctions sur les lignes de ravitaillement vers la Nouvelle-Guinée et dans l'archipel Bismarck. Le 30 octobre, il quitte Yokosuka à destination de Rabaul. De Rabaul, il a commencé des voyages de ravitaillement vers Sio dans la péninsule de Huon en Nouvelle-Guinée, faisant escale à Sio les 16 novembre et 4 décembre 1943 sans incident mais subissant l'attaque des avions alliés lors de sa troisième visite le 18 décembre 1943 alors qu'il déchargeait une cargaison; l'attaque l'a obligé à partir avant qu'il ne puisse décharger complètement, et il est revenu à Rabaul avec une partie de la cargaison encore à bord. Il se rendit à Sio pour la quatrième et dernière fois le 27 décembre 1943 et tôt le matin, juste après avoir commencé son voyage de retour à Rabaul, il rencontra des torpilleurs alliés qui l'attaquèrentavec des charges de profondeur. Il sortit indemne des deux attaques et reçut le même jour l'ordre d'intercepter un convoi allié. Avec seulement deux torpilles à bord, il patrouilla dans le détroit de Dampier du 28 décembre 1943 au 1er janvier 1944, mais ne trouva pas les navires alliés.
Le 4 janvier 1944, le I-6 commença une nouvelle série de voyages de ravitaillement, faisant la navette entre Rabaul et Iboki, en Nouvelle-Guinée. Son premier et son deuxième voyage aller-retour - du 4 au 10 janvier 1944, avec escale à Iboki le 6 janvier, et du 17 au 21 janvier 1944, avec escale à Iboki le 19 janvier - impliquaient la livraison de fournitures. Lors de son troisième voyage, au départ de Rabaul le 28 janvier 1944, il ne transporte que des troupes, qu'il débarque à Iboki le 30 janvier 1944, endommageant ses hélices sur un récif non répertorié. Il revint à Rabaul le 1er février 1944, et ce jour-là, la 7e division sous-marine fut rattachée directement au quartier général de la 6e flotte. Son voyage de ravitaillement suivant le vit partir de Rabaul le 3 février 1944 pour livrer du ravitaillement à Sarmi, en Nouvelle-Guinée. Le 5 février 1944, il reçut l'ordre de retourner à Yokosuka. Il fit route de Rabaul le 13 février 1944, fit escale à Lorengau sur l'île de Manus dans les îles de l'Amirauté le 17 février 1944 pour livrer une cargaison de 12 mitrailleuses lourdes et leurs munitions, puis partit le même jour pour Yokosuka, qu'il atteignit le 29 février 1944 pour commencer une révision.

#### Perte
Le 15 juin 1944, la campagne des Mariannes commence avec l'invasion américaine de Saipan. Anticipant l'invasion, le 13 juin 1944, le commandant de la 6e flotte, le vice-amiral Takeo Takagi, ordonna à tous les sous-marins japonais disponibles de se déployer à l'est des îles Mariannes. Sa révision étant récemment terminée, le I-6 partit de Yokosuka à destination des eaux au large de Saipan le 16 juin 1944. À 22h33 ce soir-là, le cargo japonais armé Toyokawa Maru de 5 123 tonneaux - membre du Convoi 3606, composé de quatre navires marchands escortés par trois navires de défense côtière et un chasseur de sous-marins, qui avait quitté Ogasawara dans les îles Bonin le 14 juin 1944 à destination de Yokosuka - aperçut le I-6 faisant surface près du convoi. Le Toyokawa Maru, le prenant par erreur pour un sous-marin ennemi, a donné l'alerte, a viré brusquement vers le I-6 et l'a éperonné sur son côté tribord juste derrière sa tour de contrôle. Le I-6 a pris une forte gîte, a chaviré et a coulé quelques minutes plus tard, et le Toyokawa Maru a poursuivi en larguant des grenades sous-marines et en mitraillant l'eau où le I-6 avait coulé. Aucun des 104 membres de l'équipage du I-6 n'a survécu.
Le 1er juillet 1944, les Japonais ont ordonné au I-6 de sauver le vice-amiral Takagi et son état-major de leur quartier général à Saipan, qui était menacé par l'avancée des forces américaines. Lorsque le I-6 n'a pas accusé réception du message, les Japonais l'ont déclaré disparu. Le quartier général de la 6e flotte a fait une dernière tentative pour la contacter le 3 juillet 1944.
Selon d'autres récits de la perte du I-6, le Toyokawa Maru aurait coulé au large de Saipan le 30 juin 1944, lorsque le destroyer d'escorte USS William C. Miller et le destroyer à grande vitesse USS Gilmer l'auraient attaqué le 19 juillet 1944 à 70 milles nautiques (130 km) à l'ouest de Tinian à la position géographique de 15° 18′ N, 144° 26′ E.
Le I-6 a été rayé de la liste de la marine le 10 septembre 1944.

## Source
- (en) Cet article est partiellement ou en totalité issu de l’article de Wikipédia en anglais intitulé « Japanese submarine I-6 » (voir la liste des auteurs).